# 道の駅てっくいランド大成
道の駅てっくいランド大成（みちのえき てっくいランドたいせい）は、北海道久遠郡せたな町にある国道229号の道の駅である。
駅前は海水浴場であり、シーズン中は海水浴客でにぎわう。
駅名の「てっくい」とはヒラメのこの地方の呼び方で、マスコットキャラクターもヒラメの「てっ平」くんと「ひらら」ちゃんである。

## 主な施設
- 駐車場
  - 普通車：102台
  - 大型車：16台
  - 身障者用：2台
- トイレ（いずれも24時間利用可能）
  - 男：大2器、小4器
  - 女：3器
  - 身障者用：1器
- 公衆電話：1台
- てっくいランド大成
  - 観光案内所
  - シャワー室
- てっ平・ひらら交流館
  - 食堂
  - 休憩所

## 休館日
- 年末年始（12月30日 - 1月3日）

## アクセス
- 国道229号

## 周辺
- 貝取澗温泉
- 臼別温泉
- 平浜海水浴場